# Liga Nogometnog saveza područja Našice 1973./74.
Liga Nogometnog saveza područja Našice, akođer i kao Područna liga Našice, Područna liga NSP Našice je bila liga petog stupnja nogometnog prvenstva Jugoslavije u sezoni 1973./74. 
 
Sudjelovalo je 14 klubova, a prvak je bila "Slatina" iz Podravske Slatine (današnja (Slatina). 

## Ljestvica
| mj. | klub                        | ut. | pob. | ner. | por. | gol+ | gol- | bod     |
| --- | --------------------------- | --- | ---- | ---- | ---- | ---- | ---- | ------- |
| 1.  | Slatina (Podravska Slatina) | 26  | 21   | 3    | 2    | 85   | 31   | 45      |
| 2.  | Đurđenovac                  | 26  | 13   | 6    | 7    | 71   | 34   | 32      |
| 3.  | Borac Nova Bukovica         | 26  | 11   | 9    | 6    | 66   | 56   | 31      |
| 4.  | Crvena zvijezda Ličani      | 26  | 13   | 3    | 10   | 55   | 51   | 29      |
| 5.  | Slavonija Sladojevci        | 26  | 6    | 13   | 7    | 45   | 49   | 27      |
| 6.  | Mladost Čačinci             | 26  | 11   | 5    | 10   | 43   | 50   | 27      |
| 7.  | Voćin                       | 26  | 11   | 4    | 11   | 38   | 31   | 26      |
| 8.  | Papuk Orahovica             | 26  | 10   | 5    | 11   | 52   | 47   | 23 (-2) |
| 9.  | Seljak Koška                | 26  | 8    | 7    | 11   | 38   | 42   | 23      |
| 10. | Zagorac Beljevina           | 26  | 8    | 7    | 11   | 49   | 58   | 23      |
| 11. | Omladinac Crnac             | 26  | 6    | 11   | 9    | 56   | 65   | 23      |
| 12. | Iskrica Šaptinovci          | 26  | 7    | 7    | 12   | 22   | 52   | 21      |
| 13. | Vihor Jelisavac             | 26  | 6    | 6    | 14   | 46   | 72   | 18      |
| 14. | Našice                      | 26  | 6    | 4    | 16   | 38   | 66   | 14      |

- Podravska Slatina – tadašnji naziv za Slatinu
- Ličani – do 1991. godine naziv za Andrijevac

## Rezultatska križaljka
| kratica | klub                        | BOR | CRZ | ĐUR | ISK | MLA | NAŠ | OML | PAP | SELJ | SLAT | SLAV | VIH | VOĆ | ZAG |
| --- | --------------------------- | --- | --- | --- | --- | --- | --- | --- | --- | ---- | ---- | ---- | --- | --- | --- |
| BOR | Borac Nova Bukovica         |     |     |     |     |     |     |     |     |      |      |      |     |     |     |
| CRZ | Crvena zvijezda Ličani      |     |     |     |     |     |     |     |     |      |      |      |     |     |     |
| ĐUR | Đurđenovac                  |     |     |     |     |     |     |     |     |      |      |      |     |     |     |
| ISK | Iskrica Šaptinovci          |     |     |     |     |     |     |     |     |      |      |      |     |     |     |
| MLA | Mladost Čačinci             |     |     |     |     |     |     |     |     |      |      |      |     |     |     |
| NAŠ | Našice                      |     |     |     |     |     |     |     |     |      |      |      |     |     |     |
| OML | Omladinac Crnac             |     |     |     |     |     |     |     |     |      |      |      |     |     |     |
| PAP | Papuk Orahovica             |     |     |     |     |     |     |     |     |      |      |      |     |     |     |
| SELJ | Seljak Koška                |     |     |     |     |     |     |     |     |      |      |      |     |     |     |
| SLAT | Slatina (Podravska Slatina) |     |     |     |     |     |     |     |     |      |      |      |     |     |     |
| SLAV | Slavonija Sladojevci        |     |     |     |     |     |     |     |     |      |      |      |     |     |     |
| VIH | Vihor Jelisavac             |     |     |     |     |     |     |     |     |      |      |      |     |     |     |
| VOĆ | Voćin                       |     |     |     |     |     |     |     |     |      |      |      |     |     |     |
| ZAG | Zagorac Beljevina           |     |     |     |     |     |     |     |     |      |      |      |     |     |     |
| |                             |     |     |     |     |     |     |     |     |      |      |      |     |     |     |
| podebljan rezultat - utakmice od 1. do 13. kola (1. utakmica između klubova) rezultat normalne debljine - utakmice od 14. do 26. kola (2. utakmica između klubova) rezultat nakošen - nije vidljiv redoslijed odigravanja međusobnih utakmica iz dostupnih izvora rezultat smanjen * - iz dostupnih izvora nije uočljiv domaćin susreta prekrižen rezultat - poništena ili brisana utakmica p - utakmica prekinuta 3:0 p.f. / 0:3 p.f. - rezultat 3:0 bez borbe |                             |     |     |     |     |     |     |     |     |      |      |      |     |     |     |

 Izvori:

## Unutrašnje poveznice
- Slavonska zona – Podravska skupina 1973./74.